# هانا هودسون
هانا هودسون (بالإنجليزية: Hannah Hodson)‏ هي ممثلة أمريكية، ولدت في 10 سبتمبر 1991 في سان فرانسيسكو في الولايات المتحدة.

## وصلات خارجية
- هانا هودسون على موقع IMDb (الإنجليزية)
- هانا هودسون على موقع ألو سيني (الفرنسية)
- هانا هودسون على موقع أول موفي (الإنجليزية)
- هانا هودسون على موقع قاعدة بيانات الفيلم (الإنجليزية)
- هانا هودسون على موقع كينوبويسك (الروسية)